# Максиміліан Вільчинський
о. Максиміліа́н Вільчи́нський (лат. Maximilianus Wilczynskyj; 1741, Волинь — 18 (29) липня 1793, Вільно) — руський церковний діяч, священник-василіянин, генеральний вікарій Василіянського Чину з титулом протоархимандрита (1790–1793).

## Життєпис
Народився на Волині в сім'ї Йосифа і Констанції Вільчинських. Після вступу до Василіянського Чину вивчав філософію у василіянських монастирях, а на богословські студії висланий до Папської Грецької Колегії св. Атанасія в Римі (прибув на навчання 29 вересня 1766, виїхав — з колегії 10 квітня 1770), де в Римській єзуїтській колегії здобув ступінь доктора богослов'я.
Після навчання деякий час працював місіонером, а потім викладав філософсько-богословські дисципліни у монастирських студійних домах: логіку у Вітебську (1773), богослов'я в Полоцьку (1775/1776), богослов'я у Вільно (1780). 1780 року на капітулі Литовської провінції вибраний провінційним секретарем, а на наступній капітулі (1784) — протоконсультором цієї ж провінції. 1785 року призначений настоятелем василіянського монастиря Пресвятої Трійці у Вільно. На генеральній капітулі в Жидичині 1788 року обраний протоконсультором Чину.
В січні 1790 року протоархимандрит о. Порфирій Скарбек-Важинський отримав номінацію на Холмського єпископа і о. Вільчинський як генеральний вікарій перебрав керівництво Василіянським Чином з усіма обов'язками і привілеями протоархимандрита (титул та інсигнії — жезл, митра, відповідний літургійний одяг).
1793 року після другого поділу Речі Посполитої був зобов'язаний скласти присягу окупаційній російській владі у Вільно, але передчасно помер 29 липня у Віленському монастирі. 
Похований у крипті під церквою василіянського монастиря Пресвятої Трійці.